# 太田バイパス (群馬県)
太田バイパス（おおたバイパス）とは、栃木県日光市から東京都豊島区に至る国道122号のうち、群馬県太田市只上町から同市龍舞町までの区間のバイパス道路である。

## 概要
太田市街地を迂回するバイパスとして建設されたもので、全区間片側2車線である。
かつての国道122号は桐生市松原橋から太田市追分までは群馬県道316号太田桐生線、追分から東本町までが国道407号、東本町から龍舞町の合流点までは群馬県道2号前橋館林線となっていた。
現在では、この路線が国道122号線本線であるため、太田バイパスの名称は使われていない。
起点から1km付近に北関東自動車道太田桐生ICがあり、沿線に「イオンモール太田」などの商業施設がある。
2014年4月11日に本道から国道354号東毛広域幹線道路まで、バイパスとして八重笠道路が開通したため、当バイパスの延長線のような存在となっている。また、八重笠道路から先は国道354号との重複区間を経て、館林市苗木町付近で館林明和バイパスと接続されている。

## 通過市町村
- 群馬県
  - 太田市

## 接続道路
- 国道50号・群馬県道・栃木県道256号竜舞足利線（太田市只上町、只上）
- 北関東自動車道・太田桐生IC（太田市東今泉町）
- 国道407号（太田市安良岡町、安良岡北）
- 栃木県道・群馬県道128号佐野太田線（太田市東長岡町、東長岡）
- 太田市道太田環状線（太田市石原町、石原南）
- 群馬県道・栃木県道256号竜舞足利線（太田市龍舞町）
- 栃木県道・群馬県道38号足利千代田線（太田市龍舞町、竜舞）
- 群馬県道2号前橋館林線（太田市龍舞町）

## 沿線風景
- 太田桐生インターチェンジ（北関東自動車道）
- 太田情報処理専門学校
- イオンモール太田
- 太田市立休泊小学校